# مردانگی (فیلم ۱۹۷۴)
مردانگی (به ایتالیایی: Virilità) یک فیلم کمدی ایتالیایی محصول ۱۳۵۳(شمسی) به کارگردانی پائولو کاوارا است.
این فیلم با فروش ۱ میلیارد و ۲۶۱ میلیون لیره در گیشه ایتالیا به موفقیت تجاری بزرگی دست یافت.

## بازیگران
- توری فرو: ویتو لا کازلا
- آگوستینا بلی: Cettina
- مارک پورل: روبرتو لا کازلا
- توچیو موسومچی: وکیل فیزیچلا
- آنا بونایوتو: لوسیا
- جرالدین هوپر: پت
- آتیلیو دوتسیو: قاضی رؤیایی